# Stari grad (Ljubljana)
Ljubljanski stari grad je bivša tvrđava smještena na brijegu usred Ljubljane. U srednjem vijeku bio je sjedište obitelji Spanheim. Vojvoda je između 1220. i 1243. povezao tvrđavu s naseljenim mjestom Ljubljana.
U 14. stoljeću, kada je Ljubljana postala sjedište države Kranjske, u tvrđavi su se nalazili stanovi državnih dostojanstvenika te rezidencija cara za slučaju njegova dolaska ondje.
Tvrđava je oštećena u turskim ratovima u 15. stoljeću, nakon čega je obnovljena. Nadograđen je rezidencijalni dio i kapela sv. Jurja. Od 17. stoljeća poglavar seli u grad te tvrđava pomalo propada pa je u 19. stoljeću ondje smješteni državni zatvor za Kranjsku i Korušku.
Godine 1845. – 1848. sagrađen je toranj sa satom. Tijekom 20. stoljeća tvrđava doživljava brojne nove promjene. Posljednja velika obnova rađena je sedamdesetih godina 20. stoljeća kada je tvrđava prenamijenjena za kulturne namjene.